# Гайдамаки (поэма)

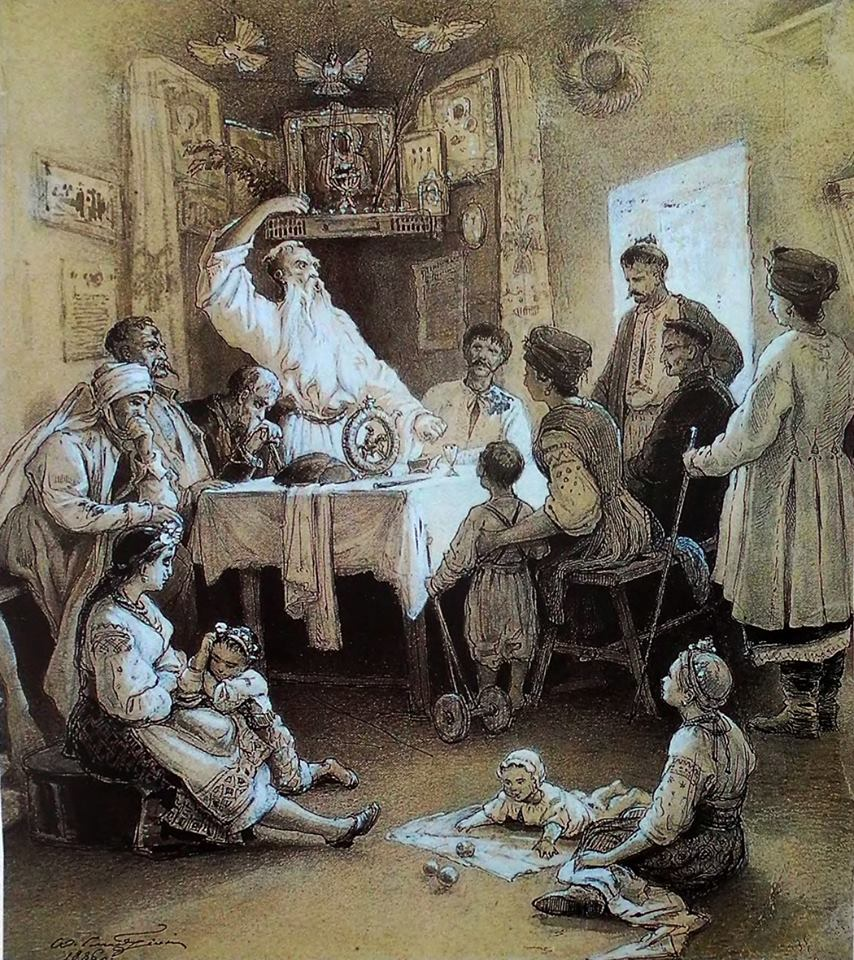
Иллюстрация А. Г. Сластиона к поэме Т. Шевченко «Гайдамаки»

«Гайдама́ки» — историко-героическая поэма Т. Г. Шевченко, первый украинский исторический роман в стихах. Вступление в поэме «Гайдамаки» датировано 7 апреля 1841 года, поэт написал его уже после завершения произведения. Автограф неизвестен. Произведение отражает события народного восстания Колиивщины во главе с Максимом Железняком и Иваном Гонтой, проблему конфликта в обществе на национальной и религиозной почве.

## История создания
Раздел поэмы «Галайда» впервые напечатан в альманахе «Ласточка» (СПб, 1841). «Гайдамаки» впервые опубликованы с незначительными цензурными купюрами отдельным изданием 1841 года в Петербурге. В первом издании это произведение имело посвящение «Василию Ивановичу Григоровичу, на память 22-го апреля 1838 года».
В последующие годы автор продолжал работать над текстом. Сохранилось два печатных экземпляра произведения с собственноручными исправлениями Шевченко и с восстановлением отдельных строчек, изъятых цензурой: первый — в книге «Чигиринский Кобзарь и Гайдамаки», второй — в «Кобзаре» 1860 (Оба экземпляра — в институте литературы им. Тараса Шевченко НАН Украины). Масштабность охвата важных событий, большое количество действующих лиц и драматических картин придают произведению характер эпопеи.
Основным источником «Гайдамаков» было устное народное творчество (песни, предания и легенды). Об этом говорил сам поэт. Он знал также исторические труды украинских, российских и польских авторов о Колиивщине — народном восстании 1768 года на Правобережной Украине.
В «Предписаниях» («Примечаниях») к поэме Шевченко ссылался на «Историю Русов» Д. Бантыша-Каменского, «Энциклопедический лексикон» А. Плюшара, «Историю Королевства Польского» Е. Бендтке. Он пользовался трудом М. А. Максимовича «Сказание о Колиивщине» (в рукописи), польской мемуарной литературой.
Поэт также читал художественную литературу о гайдаматчине, в частности повесть М. Чайковского «Вернигора», из которой позаимствовал сцену убийства Гонтой своих детей (факт не исторический). Очевидно, Шевченко знал произведения и других польских авторов на эту тему («Каневский замок» С. Гощинского и другие). Отдельные эпизоды гайдаматчины были изображены в произведениях русских писателей 1-й половины XIX века — К. Рылеева, А. Сомова и В. Нарежного («Гаркуша, малороссийский разбойник»).
В поэме «Гайдамаки» Шевченко воспел восставший народ, его непобедимую волю в борьбе против социального и национального гнета, возвеличил его мужество и душевную красоту, и впервые в европейском романтизме поставил в центре произведения не героя-одиночку, а народных мстителей, «общину в зипунах».
1930-е годы, по сути, стали потерянным периодом в сфере печатания произведений Т. Шевченко и имели трагические последствия: почти весь тираж трехтомного издания произведений Шевченко цензура конфисковала и изъяла из библиотек и книготорговой сети.
Среди всех произведений Тараса Шевченко в советский период больше всего запретов пришлось именно на произведение «Гайдамаки». Так, например, в 1969 г. Издательство «Днепр» издало поэму на украинском языке на Печатноофсетной фабрике Комитета по печати при Совете Министров УССР в Харькове, тиражом около 15 000 экземпляров, которые были конфискованы и уничтожены властью. Сохранились лишь отдельные экземпляры, которые были незаметно вынесены работниками фабрики ещё до уничтожения тиража. В настоящее время эта книга является «лакомым кусочком», за которым охотятся ценители творчества Т. Г. Шевченко и известные коллекционеры всего мира.

### Музыкальный перевод
Спектакли по поэме были своеобразным символом национально-освободительных движений. С того времени в ЦГАМЛИ сохранилась партитура «Гайдамаков» К. Г. Стеценко (завершёная 20 сентября 1919 г.). Это же произведение представлено в личном фонде композитора и в виде рукописных оркестровых партий. С тех пор музыка Стеценко к поэме Шевченко приобрела канонический статус: композиторы последующих поколений включали отдельные номера Стеценко в собственные партитуры. Так, среди документов личного фонда П. И. Майбороды есть клавир к спектаклю «Гайдамаки» Харьковского Краснозаводского театра, скомпонованной М. П. Хорошим в 1928 г. из произведений Н. В. Лысенко, К. Г. Стеценко и Р. М. Глиера. Театральный композитор А. М. Радченко также обращался к Стеценковому наследству в 1963 г., когда создавал музыку к спектаклю Львовского театра им. М. Заньковецкой «Гайдамаков» в инсценировке В. Г. Грипича.

## Композиция
Поэма состоит из введения, 11 основных разделов, «Эпилога», прозаического предисловия и «Предписаний». Вступление и «Эпилог» является композиционным обрамлением поэмы. Во вступлении поэт декларирует свой идейный замысел — воспеть гайдамаков.
Каждый раздел поэмы полон драматического напряжения. В отличие от многих тогдашних драматических поэм, у Шевченко, как и у писателей-декабристов, как и у Александра Пушкина, романтическая линия на втором плане. Поэт подробно мотивирует события Колиивщины как великого народно-освободительного движения. Гайдамаки выступают в поэме, впервые в мировой литературе, настоящими творцами истории. Это наиболее полно раскрывается в разделах «Третьи петухи», «Красный пир», «Пир в Лысянке», «Гонта в Умани» и других. Шевченко мастерски изобразил картины предгрозья, нарастание народного гнева. Напряженность увеличивается с каждым разделом, быстрая смена событий создает ощущение движения. События представлены в широком эпическом плане.
- «Вступление»
- «Интродукция»
- «Галайда»
- «Конфедераты»
- «Титар»
- «Праздник в Чигирине» (в первой редакции — «Праздник в Чигрини»)
- «Третьи петухи»
- «Красный пир»
- «Гупаливщина»
- «Пир в Лысянке» (в первой редакции — «Старинный дом»)
- «Лебедин»
- «Гонта в Умани»
- «Эпилог» (в первой редакции раздел названия не имеет)[2]

## Сюжет
В произведении две сюжетные линии, которые переплетаются между собой: развертывание и ход восстания под названием Колиивщина и история личной жизни Яремы.
Развитие сюжетных линий часто прерывается лирическими отступлениями и пейзажами в романтическом духе. Характеры раскрываются в сложных жизненных конфликтах. У Яремы чувство мести за свои батрацкие несправедливости усиливается известием о драматической судьбе его невесты — Оксаны. Глубокого трагизма и художественной силы полон раздел о том, как Гонта во имя присяги убил своих детей.
Логическим завершением основной сюжетной линии есть изображение гайдамацкого восстания — «Эпилог», проникнутое грустным настроением, характерным и для народных песен о Колиивщине.

## Галерея

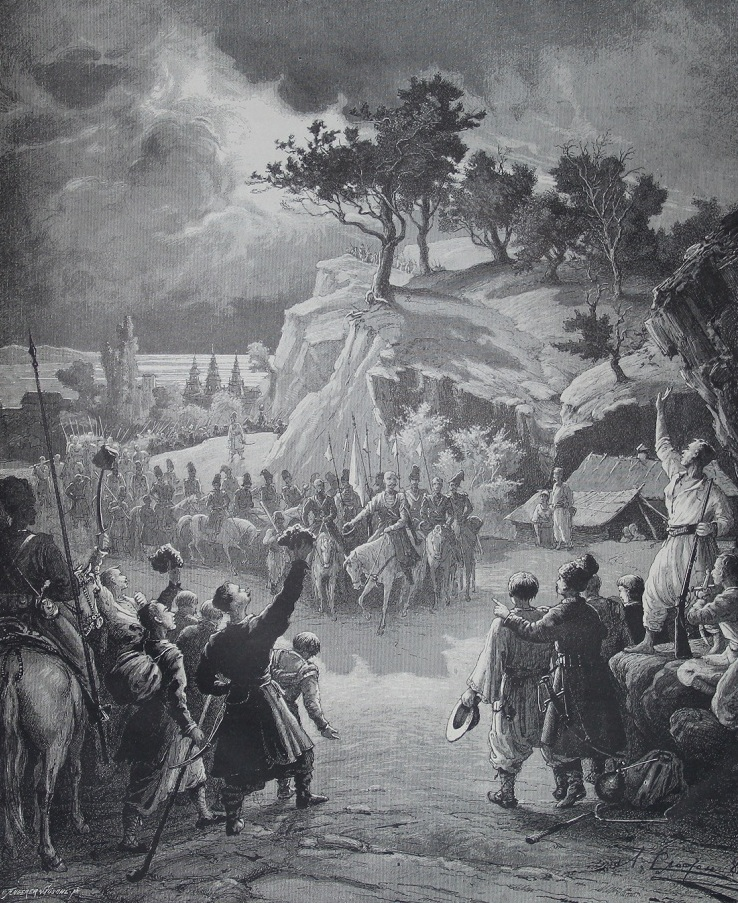
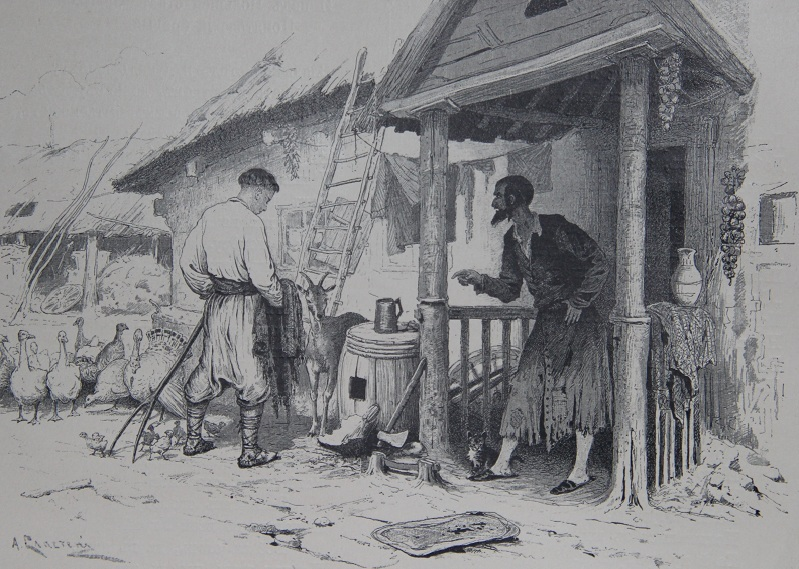
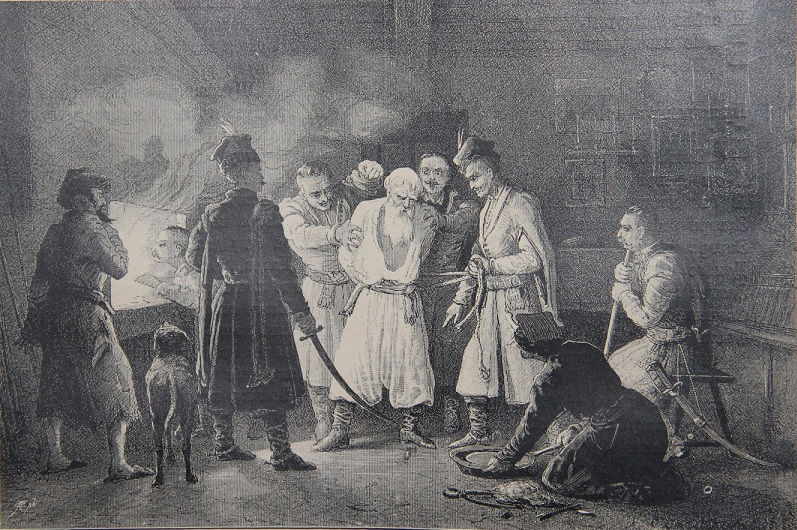
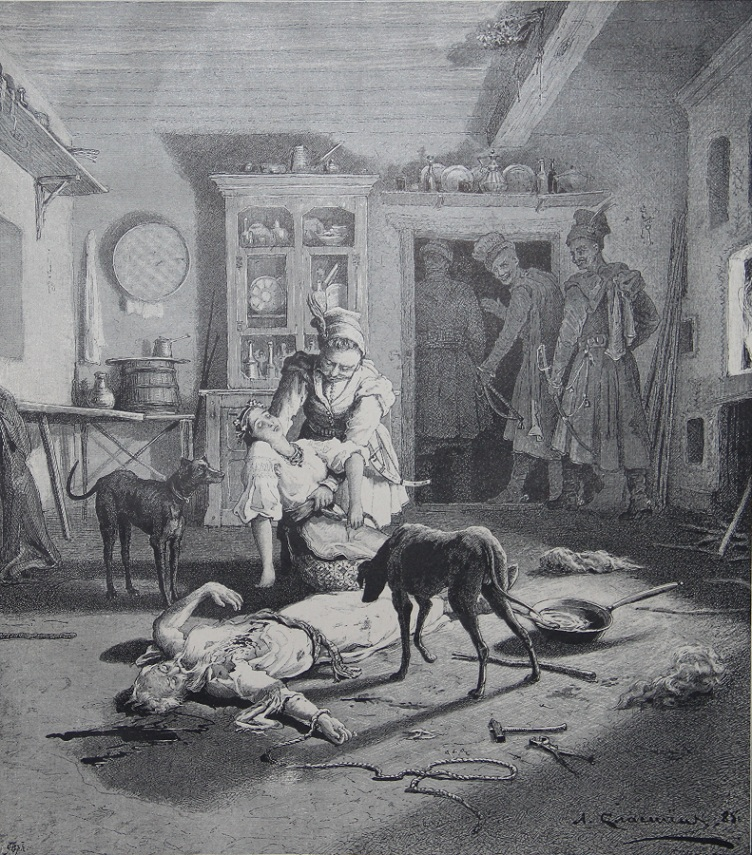
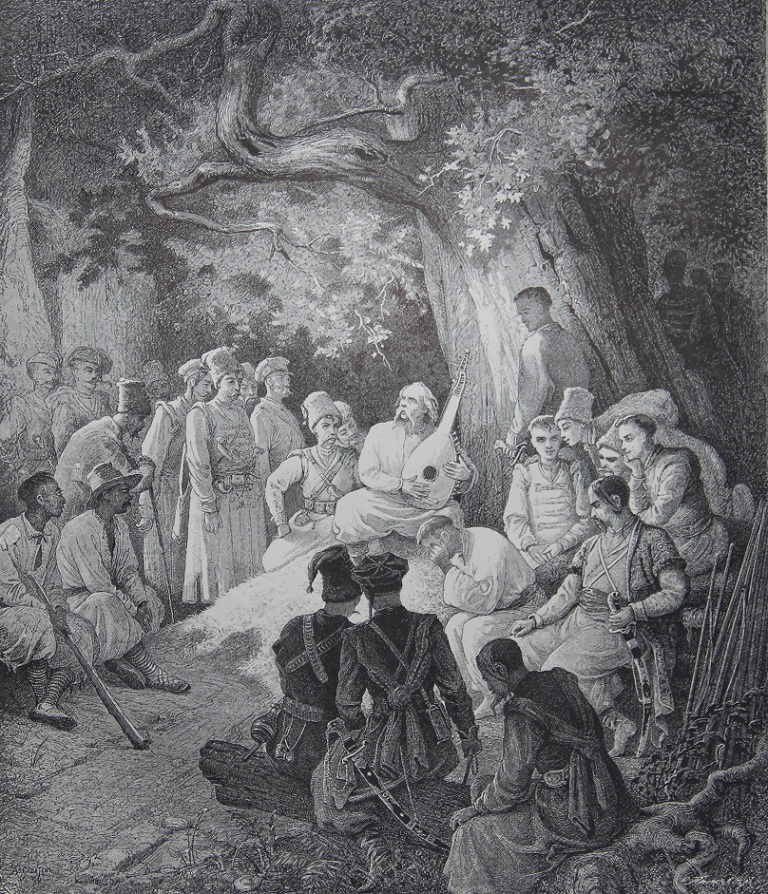
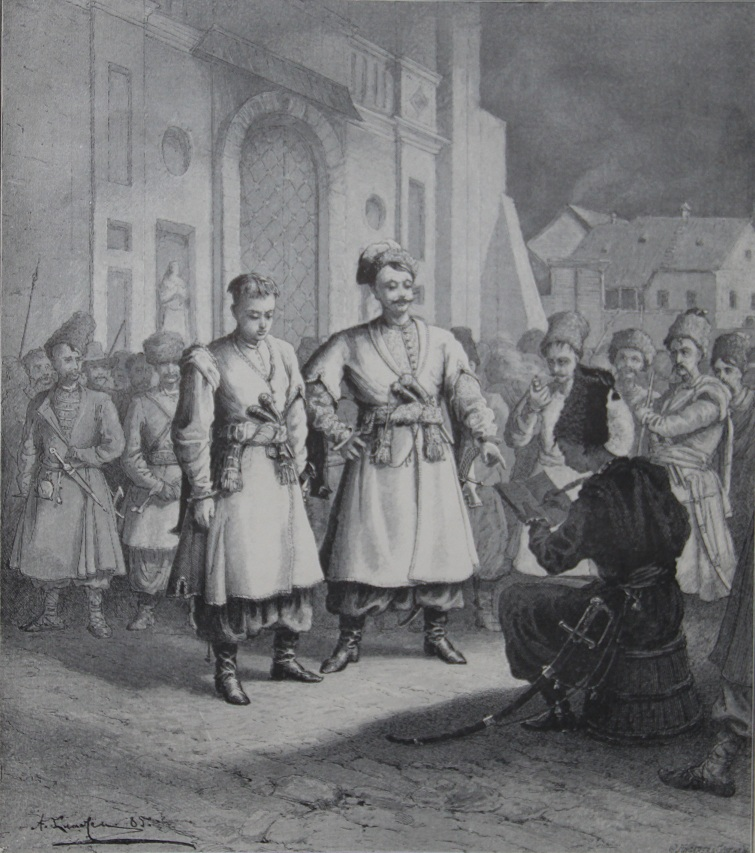
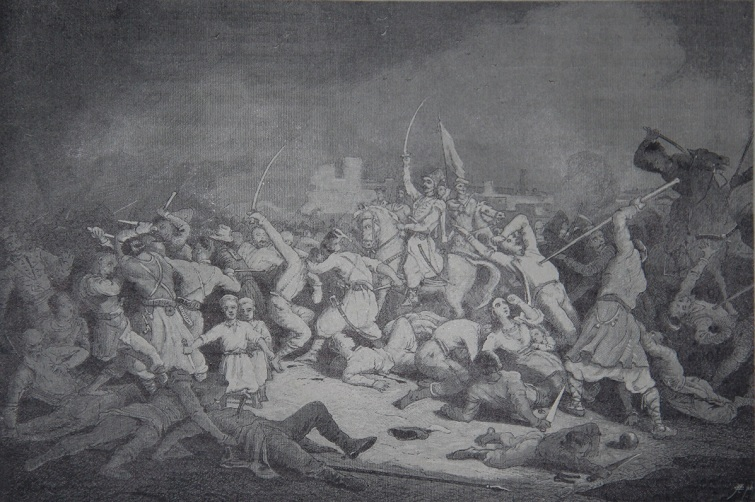
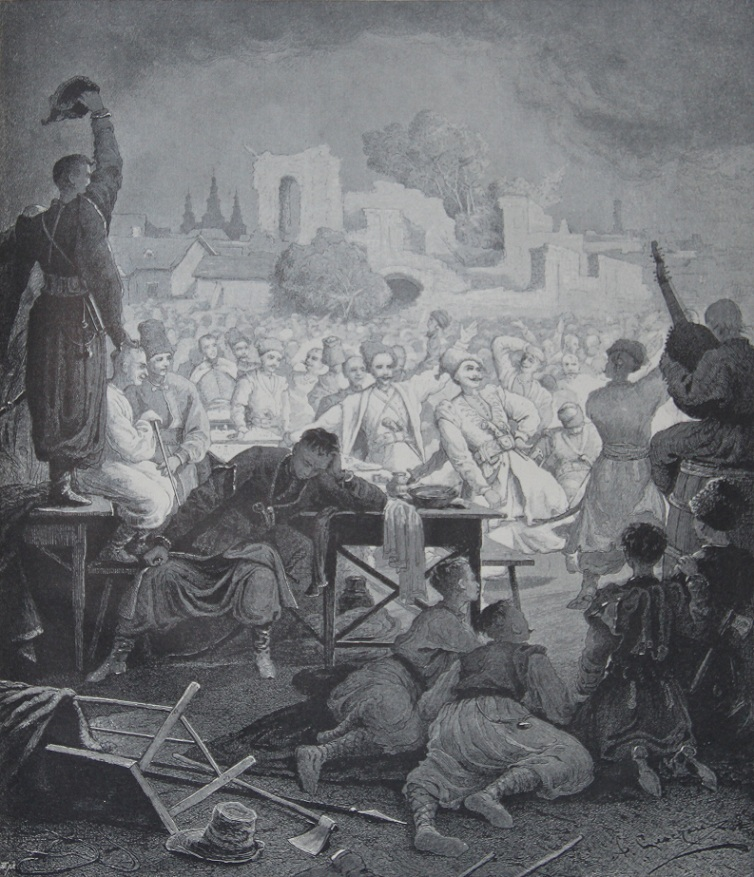
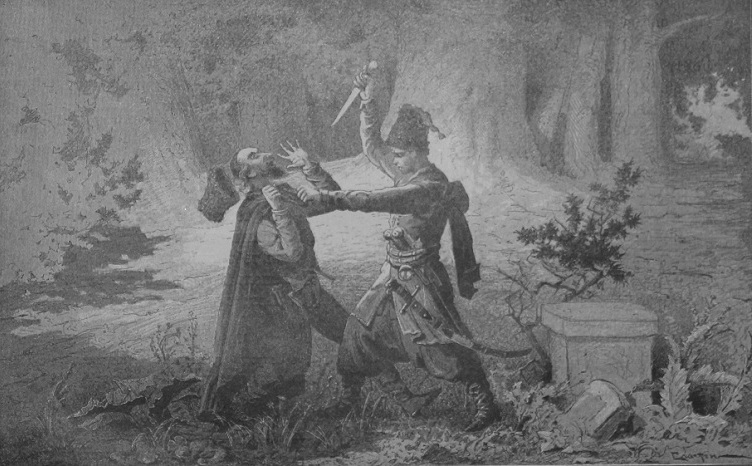
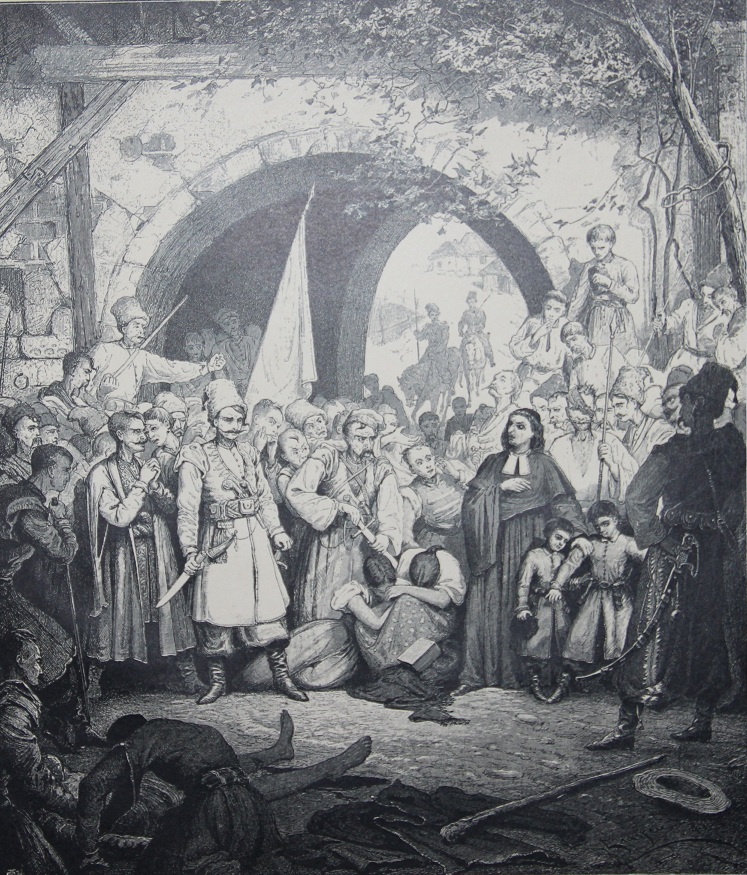
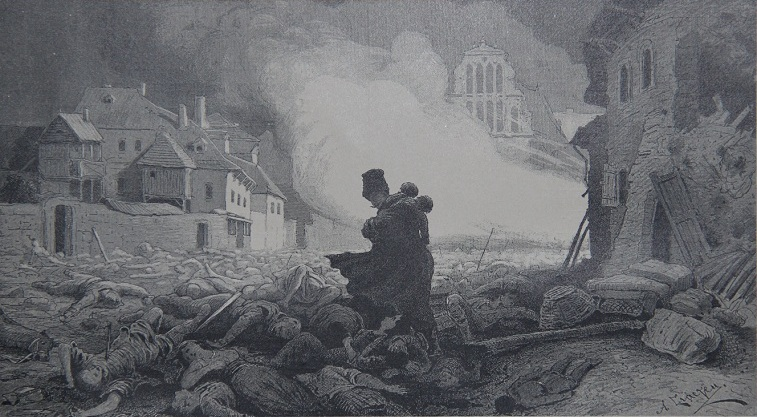

## Переводы
На татарский язык поэму перевел Баталов Салих Вазихович.

## Экранизации
- 1929 — Ливень
- 1931 — Колиивщина